# Рафаел да Силва
Рафаел Перейра да Силва (на португалски: Rafael Pereira da Silva) роден на 9 юли 1990 г. в Петрополис, Бразилия е бразилски футболист. Играе на позицията десен бек.

## Биография
Рафаел е типичен бразилски бек. Обича да атакува по десния фланг, той притежава прословутите бразилски качества. Много фенове смятат братята да Силва за новите братя Невил (вж. Гари Невил и Фил Невил), а след дебюта им на 4 август 2008 всички виждат потенциала, който притежават.
Рафаел и Фабио са забелязани още през лятото на 2005 г. на младежки турнир в Хонг Конг, където играят за бившия си клуб Флуминенсе, от Лес Киршоу – тогавашният директор на академията на Манчестър Юнайтед. 
Рафаел, който е младежки национал на Бразилия, дебютира за Манчестър Юнайтед в приятелския мача бенефис на Бари Фрай с Питърбъро. След края на срещата Сър Алекс Фъргюсън определи представянето им като сензационно.
Рафаел и Фабио впечатляват изключително много Сър Алекс Фъргюсън в контролата на Манчестър Юнайтед срещу Питърбъро: „Младите играчи бяха фантастични, особено Рафаел отдясно за мен се представи сензационно. Той не бе играл една година и издържа 90 минути. Знаете как е във футбола. Могат да се превърнат в звезди. С оглед на показаното, определено са много добри.“.
Дебютът на близнаците е още по впечатляващ поради факта, че не са играли професионално футбол от година. „Червените дяволи“ трябва да изчакат братята да навършат пълнолетие, за да може трансферът им да се финализира и те да заиграят за Юнайтед.

### Сезон 2008/09
Дебютира в Премиършип срещу Нюкасъл на 17 август 2008 г., като играе 10 минути. Започва като титуляр в 22 мача през сезона и влиза като резерва в още шест. Започва в дванадесет мача от Премиършип, пет за Купата на Лигата, два за ФА Къп, два в Шампионска лига и един на Световното клубно първенство на ФИФА.  По това време Рафаел не знае английски език. 

### Сезон 2009/10
През сезон 2009/10 участва в шестнадесет мача (един като резерва), осем в Премиършип, четири за Купата на Лигата и три в Шампионска лига (и един като резерва). 

### Сезон 2010/11
През сезон 2010/11 участва в 28 мача (три от тях като резерва), шестнадесет в Премиършип (един от тях като резерва), седем в Шампионска лига (един от тях като резерва), три за ФА Къп и два за Купата на Лигата (един от тях като резерва).  По време на мача с Тотнъм за първенство получава червен картон. 

### Сезон 2011/12
Дни преди началото на сезон 2011/12 през август Рафаел изважда рамото си по време на тренировка и не може да играе до края на октомври. 

### Сезон 2012/13
Преди началото на сезон 2012/13 Рафаел участва в олимпийския футболен турнир в Лондон, където печели сребърен медал с отбора на Бразилия. 

## Отличия

### Манчестър Юнайтед
Отличия с Манчестър Юнайтед: 
- Английска висша лига: 2008/09, 2010/11, 2012/2013
- Световно клубно първенство: 2008
- Къмюнити Шийлд: 2008, 2012, 2014
- Купа на Футболната Лига: 2008/2009, 2009/10

## Семейство
Неговият брат близнак – Фабио от сезон 2012/2013 играе за Куинс Парк Рейнджърс